# Lijst van rijksmonumenten in Dedemsvaart
De plaats Dedemsvaart telt 14 inschrijvingen in het rijksmonumentenregister. Hieronder een overzicht.
| Object | Oorspronkelijke functie?  | Bouwjaar  | Architect     | Locatie                      | Coördinaten?                  | Nr.?   | Afbeelding |
| --- | ------------------------- | --------- | ------------- | ---------------------------- | ----------------------------- | ------ | --- |
| Hervormde kerk | Kerk en kerkonderdeel     | 1833      | D. Lyssen     | Hoofdvaart 5                 | 52° 35' 60" NB, 6° 27' 18" OL | 8454   | Meer afbeeldingen |
| Kalkovencomplex | Industrie                 | 1820      |               | Kalkovenwijk 3               | 52° 36' 24" NB, 6° 27' 26" OL | 8455   | Meer afbeeldingen |
| Villa Agatha Adriana | Werk-woonhuis             | 1906      |               | Moerheimstraat 90            | 52° 36' 5" NB, 6° 28' 5" OL   | 515820 | Villa Agatha Adriana |
| Villa Lellingbo | Woonhuis                  | 1902      | Karel Hakkert | Moerheimstraat 80            | 52° 36' 4" NB, 6° 27' 57" OL  | 515821 | Villa Lellingbo |
| IJzeren gedenkteken bestaande uit een taps toelopende schacht op een vierkant basement ter nagedachtenis aan W.J.B. Baron van Dedem | Gedenkteken               | 1859      |               | Markt bij 1A                 | 52° 35' 60" NB, 6° 27' 22" OL | 515822 | IJzeren gedenkteken bestaande uit een taps toelopende schacht op een vierkant basement ter nagedachtenis aan W.J.B. Baron van Dedem |
| Smeedijzeren draaibrug | Brug                      | 1892      |               | Moerheimstraat tegenover 109 | 52° 36' 5" NB, 6° 28' 39" OL  | 515823 | Smeedijzeren draaibrug |
| Huize Humosa | Boerderij                 | 1862      |               | Moerheimstraat 154           | 52° 36' 10" NB, 6° 28' 42" OL | 515824 | Upload foto |
| Diffeler End | Boerderij                 | 1906      |               | Moerheimstraat 115           | 52° 36' 6" NB, 6° 28' 48" OL  | 515825 | Upload foto |
| Gashouder | Nutsbedrijf               | 1932      |               | Oude Zuidwolderstraat bij 5  | 52° 36' 23" NB, 6° 27' 19" OL | 515826 | Meer afbeeldingen |
| De Mulderij | Begraafplaats en -onderdl | 1833      |               | Mulderij 11a                 | 52° 36' 36" NB, 6° 26' 17" OL | 515827 | Upload foto |
| Tuinen van Mien Ruys: verwilderingstuin                                                                                             | Sport en recreatie        | 1924      | Mien Ruys     | Moerheimstraat 78            | 52° 36' 5" NB, 6° 27' 56" OL  | 527003 | Meer afbeeldingen |
| Tuinen van Mien Ruys: oude proeftuin                                                                                                | Sport en recreatie        | 1927      | Mien Ruys     | Moerheimstraat bij 78        | 52° 36' 6" NB, 6° 27' 56" OL  | 528840 | Meer afbeeldingen |
| Tuinen van Mien Ruys: watertuin | Sport en recreatie        | 1954      | Mien Ruys     | Moerheimstraat bij 78        | 52° 36' 6" NB, 6° 27' 56" OL  | 528841 | Meer afbeeldingen |
| De Toekomst | Industrie- en poldermolen | 1820-1887 |               | Hoofdvaart 97                | 52° 35' 54" NB, 6° 26' 33" OL | 527466 | Meer afbeeldingen |